# Bisarma

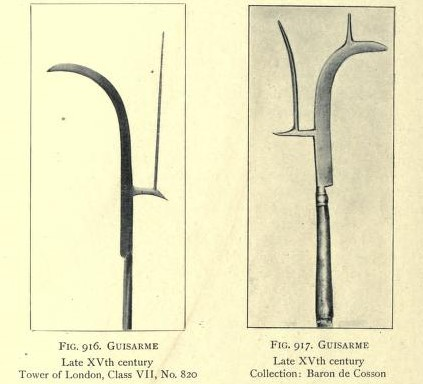
Dois exemplos de bisarmas do século XV.

A bisarma (também grafada visarma) é uma arma de haste de origem medieval, que se assemelha a uma alabarda e que tem uma espécie de foice afiada de um ou ambos os lados e que acaba numa ponta de lança aguçada, com um ou mais espigões laterais.
Surge no séc. XII, como uma evolução do podão de guerra.

## Etimologia
O substantivo teria chegado ao português por via do francês guisarme que, por seu turno, advém do frâncico wîsarm ou do germânico wisarme.

## Feitio
Esta arma combina características da lança, do podão de guerra, da acha de armas e do martelo de guerra. É composta por uma haste, por uma ponta e por um conto.

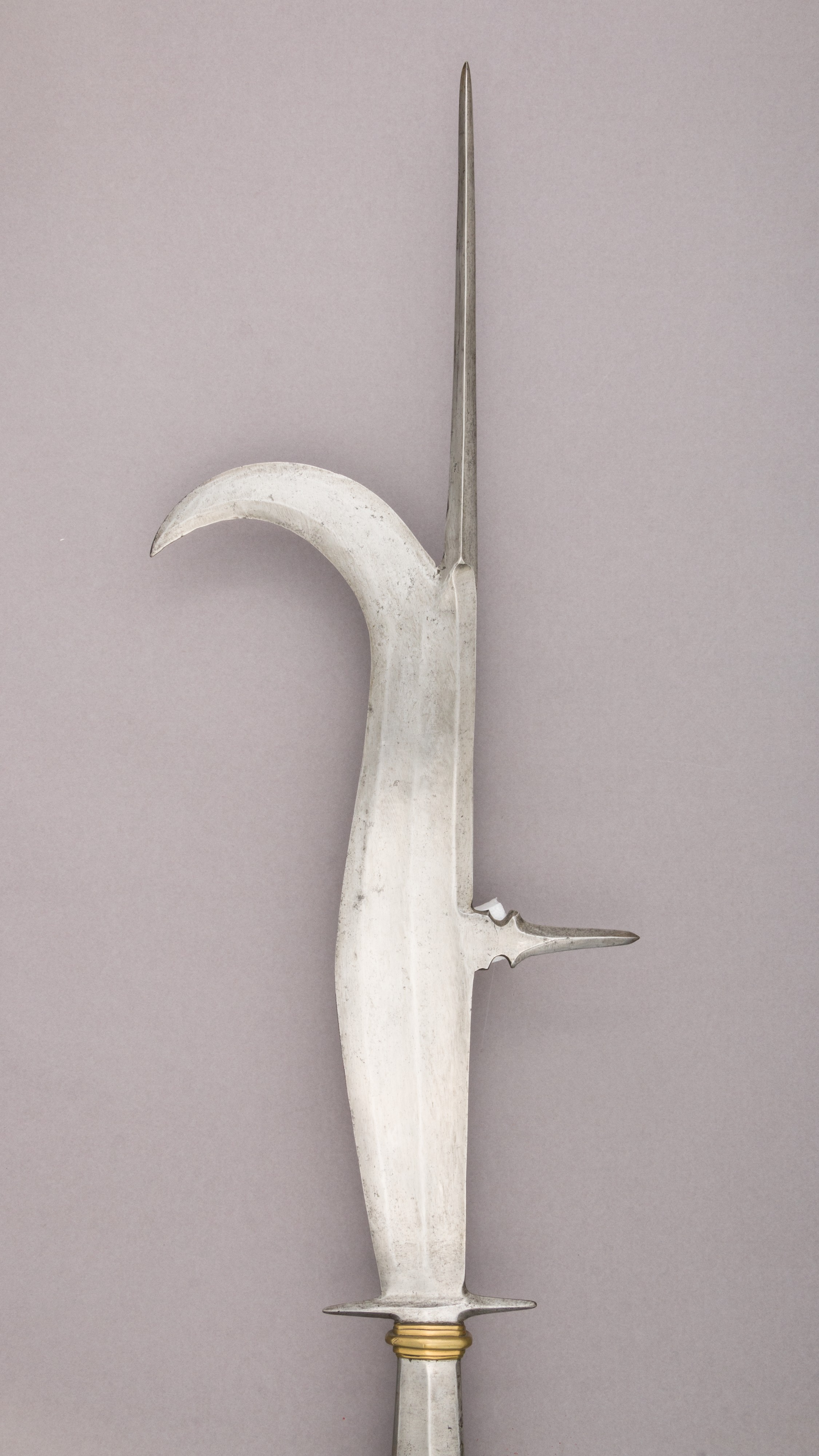
Ponta de ferro de uma bisarma italiana do séc. XVI, pertencente à panóplia dos bisarmeiros venezianos.

A haste ou hastil é o cabo, geralmente feita de madeira, concebido para ser empunhado com duas mãos.
A ponta, composta por uma lâmina de podão ou podadeira, reminiscente do podão de guerra- o percursor desta arma- e por uma ponta de lança. Destarte, a arma tinha valências perfurantes e cortantes, podendo, além de desferir golpes sobre o adversário, ser usada como um gancho para desmontar cavaleiros inimigos ou jarretar-lhes as cavalgaduras.
O conto, que é a contraponta da haste, muitas vezes encontrava-se guarnecido por um espigão, semelhante ao sauroter das lanças clássicas, como a dory.

## Variantes
Além da bisarma ou do podão comum, houve uma variante híbrida desta arma, dotada de um um esporão lateral, a que se chamou o podão-bisarma (em inglês bill-guisarme).
Este tipo de arma tinha a ponta feita de uma peça inteiriça de ferro, que se encastrava no cabo.

## Uso
Enquanto arma de guerra, cumpria duas funções: estocar com a ponta, à guisa de lança, ou tentar enganchar e arrastar os cavaleiros, ou mesmo as patas da sua montada, ao usar a lâmina de podão como um gancho.
Os primeiro exemplares da bisarma já aparecem referidos em abonações literárias do séc. XII na Inglaterra.
Este tipo de arma plebeia teve uso largamente difundido pelo mundo rural europeu, ao longo da Idade Média, começando pelo menos desde o século XII (sendo certo que o podão já existe desde o século XI) e continuando ao longo do séc. XIV e XV até ao séc. XIX, nalguns casos. A título de exemplo, o seu uso é mencionado nas crónicas históricas da "francesada", que foi o nome dado às revoltas populares galegas, em contenda contra as tropas de napoleónicas, na pendência das invasões francesas.
Graças às suas valências como implemento agrícola, a bisarma afigurava-se como um bom compromisso entre custo (dada a carestia do metal, à época) e utilidade (graças à sua bivalência agrícola e bélica).

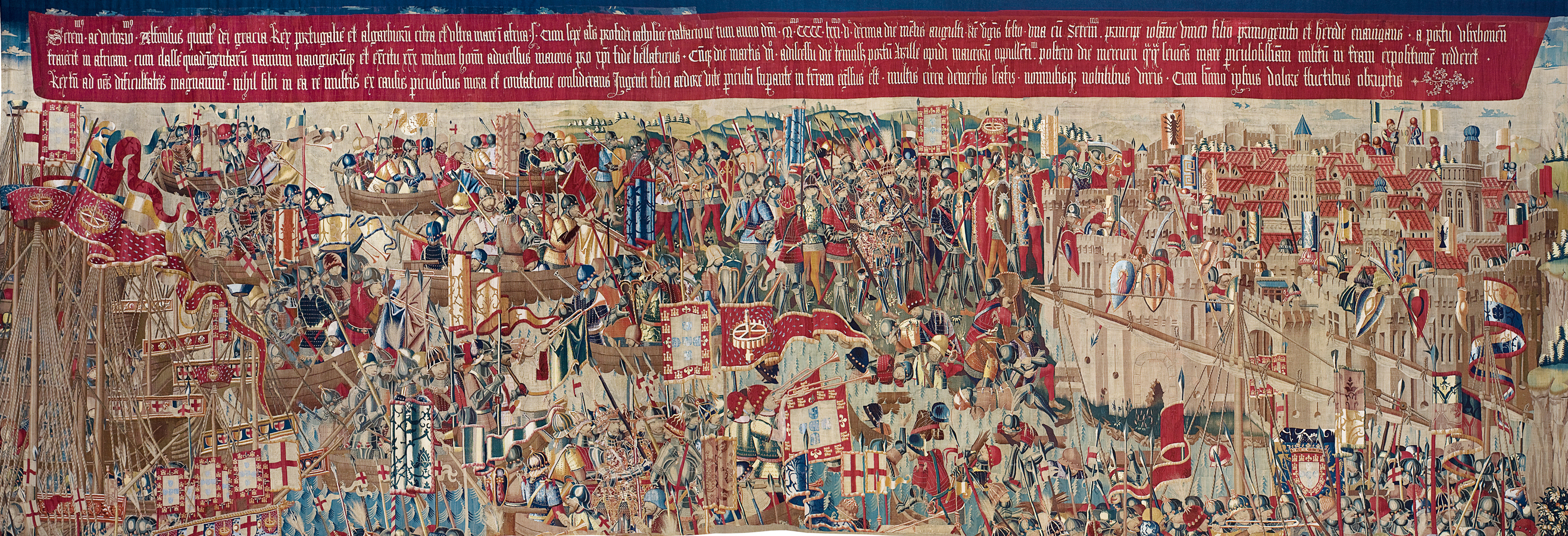
Nas tapeçarias de Pastrana, mais concretamente, na tapeçaria d'O desembarque em Arzila, o rei D. Afonso V aparece a empunhar uma bisarma.

### Em Portugal
Foi de uso popular em Portugal, tanto como arma ofensiva, em tempos de conflito bélico, como arma de defesa pessoal contra salteadores ou animais salvagens, em tempos de paz.
Na Carta de Quitação ( tipo de diploma régio, passado pela «Casa dos Contos» a funcionários da Coroa, da administração central ou local, que eram responsáveis por auferir as receitas do reino e efectuar despesas régias) de 1455, a bisarma é  uma das armas de haste expressamente mencionadas como tal.
A bisarma é uma das armas de destaque que figura nas tapeçarias de pastrana. Com efeito e apesar de ser classicamente uma arma plebeia, o facto é que a bisarma aparece representada às mãos do rei D. Afonso V, nessas mesmas tapeçarias.